# Sebastian Leimhofer
Sebastian Leimhofer (* 8. August 1998) ist ein österreichischer Fußballspieler.

## Karriere
Leimhofer begann seine Karriere beim SCU Euratsfeld. Zur Saison 2008/09 wechselte er zum SVU Mauer-Öhling. Im Jänner 2011 wechselte er zum SKU Amstetten. Zur Saison 2011/12 wechselte er in die AKA St. Pölten, die er allerdings nach einem halben Jahr wieder verließ, woraufhin er nach Amstetten zurückkehrte. Zur Saison 2012/13 wechselte er in die AKA Burgenland. Im März 2014 kehrte er abermals nach Amstetten zurück. Zur Saison 2014/15 wechselte Leimhofer zurück nach Euratsfeld, wo er erstmals für eine Kampfmannschaft spielte. In eineinhalb Jahren in Euratsfeld kam er zu 28 Einsätzen in der sechstklassigen Gebietsliga.
Im Jänner 2016 wechselte der Mittelfeldspieler zum viertklassigen UFC St. Peter/Au. Für St. Peter spielte er sechsmal in der Landesliga. Zur Saison 2016/17 wechselte er zum Ligakonkurrenten SCU Ardagger. In zwei Spielzeiten in Ardagger kam er zu 52 Landesligaeinsätzen, in denen er fünf Tore erzielte. Zur Saison 2018/19 in die sechste spanische Liga zum CD Trinidad. Zur Saison 2019/20 kehrte er nach Österreich zurück und wechselte zum Regionalligisten SC Wiener Viktoria. In zwei Jahren in der Hauptstadt kam er zu 22 Einsätzen in der Regionalliga.
Zur Saison 2021/22 wechselte Leimhofer zum Zweitligisten SKU Amstetten. Sein Debüt in der 2. Liga gab er im Juli 2021, als er am ersten Spieltag jener Saison gegen den Floridsdorfer AC in der 86. Minute für Peter Tschernegg eingewechselt wurde. Insgesamt kam er zu 59 Zweitligaeinsätzen, in denen er achtmal traf, ehe er den SKU nach der Saison 2022/23 wieder verließ.
Im August 2023 wechselte Leimhofer dann zum Ligakonkurrenten Kapfenberger SV, bei dem er einen bis 2025 laufenden Vertrag erhielt. Für Kapfenberg kam er zu 24 Zweitligaeinsätzen. Zur Saison 2024/25 kehrte er wieder nach Amstetten zurück. Für Amstetten absolvierte er 14 Zweitligaspiele, ehe er seinen Vertrag bei den Niederösterreichern im Jänner 2025 auflöste.
Im Februar 2025 wechselte Leimhofer anschließend nach Tschechien zu Drittligist TJ Start Brünn.

## Persönliches
Seine ältere Schwester Gabriela (* 1996) war ebenfalls Fußballspielerin und spielte für Kleinmünchen und Altenmarkt in der ÖFB Frauen-Bundesliga.